# Ammassalik Museum
Ammassalik Museum er et kulturhistorisk museum, som ligger i Tasiilaq i det sydøstlige Grønland.
Museet åbnede i den 31. august 1990, og er dermed et af Grønlands yngste museer. Det ligger i den gamle kirke i byen. Museet har åbent året rundt.
Foruden udstilinger med østgrønlandske kunst- og kulturgenstande som masker, dragter, redskaber, tupilaq-figurer med mere, er der også udstillet malerier af lokale kunstnere. Et tørvehus blev bygget ved siden af museet i 1993. 
Museumsleder fra 1990 - 1992: Jan Vejle.
Museumslederen i perioden år 2009-2016: Carl-Erik Holm. 